# أتينولف الأول من كابوا
أتينولف الأول (توفي 910) ويعرف بالعظيم، كان أمير كابوا من 7 يناير 887 وبينيفينتو من 899، عندما غزا تلك الإمارة. كما تقلد لقب أمير اللومبارد، وهو استمرار لعادة أمراء بينيفينتو بعد انهار المملكة اللومباردية في 774.